# Przestrzeń Orlicza
W analizie matematycznej, a zwłaszcza w analizie harmonicznej, przestrzeń Orlicza jest klasą przestrzeni funkcyjnych, która uogólnia przestrzenie Lp. Podobnie jak przestrzenie {\displaystyle L^{p}} przestrzenie Orlicza są przestrzeniami Banacha. Zostały nazwane na cześć Władysława Orlicza, który jako pierwszy zdefiniował je w 1932 roku.
Oprócz przestrzeni {\displaystyle L^{p},} wiele różnorodnych przestrzeni funkcyjnych powstających naturalnie w analizie to przestrzenie Orlicza. Jedną z takich przestrzeni jest przestrzeń {\displaystyle L\log ^{+}L,}, która pojawia się w rozważaniu nierówności maksymalnej Hardy’ego-Littlewooda. Składa się ona z mierzalnych funkcji {\displaystyle f} takich, że całka
{\displaystyle \int _{\mathbb {R} ^{n}}|f(x)|\log ^{+}|f(x)|\,dx}
jest zbieżna ({\displaystyle \log ^{+}} oznacza tutaj dodatnią część logarytmu naturalnego, tj. {\displaystyle \log ^{+}(x)=\max\{\ln x,0\}}). Do klasy przestrzeni Orlicza zalicza się również wiele ważnych przestrzeni Sobolewa.

## Nazewnictwo
Przestrzenie te przez zasadniczą większość matematyków i przez wszystkie opisujące je monografie nazywane są przestrzeniami Orlicza, ponieważ to Władysław Orlicz był pierwszym, który je wprowadził w 1932 roku. Niewielka mniejszość matematyków, w tym Wojbor Woyczyński, Edwin Hewitt i Władimir Mazja – podaje również nazwisko Zygmunta Birnbauma, nawiązując do jego wcześniejszej wspólnej pracy z Władysławem Orliczem, pomimo tego, że w artykule Birnbauma i Orlicza przestrzeń nazywana tutaj przestrzenią Orlicza nie jest w ogóle wprowadzona, ani jawnie, ani pośrednio, stąd ta konwencja nazewnicza jest niepoprawna. Z tych samych powodów ta nazwa była również otwarcie krytykowana przez innego matematyka (i znawcę historii przestrzeni Orlicza) Lecha Maligrandę. Orlicz został wskazany jako osoba, która wprowadziła przestrzenie Orlicza, już przez Stefana Banacha w jego monografii z 1932 roku.

## Definicja formalna
Załóżmy, że {\displaystyle \mu } jest miarą σ-skończoną na zbiorze {\displaystyle X} i {\displaystyle \Phi :[0,\infty )\to [0,\infty )} jest funkcją Younga, czyli taką funkcją wypukłą, że
{\displaystyle {\frac {\Phi (x)}{x}}\to \infty ,\quad {\text{gdy }}x\to \infty ,}
{\displaystyle {\frac {\Phi (x)}{x}}\to 0,\quad {\text{gdy }}x\to 0.}
Niech {\displaystyle L_{\Phi }^{\dagger }} będzie zbiorem funkcji mierzalnych {\displaystyle f:X\to \mathbb {R} } takich, że całka
{\displaystyle \int _{X}\Phi (|f|)\,d\mu }
jest skończona, a do tego, jak zwykle, utożsamia się ze sobą funkcje równe prawie wszędzie.
Tak zdefiniowana przestrzeń nie musi być przestrzenią liniową (może nie być zamknięta przez mnożenie przez skalar). Wobec tego rozważamy przestrzeń rozpinaną przez funkcje z {\displaystyle L_{\Phi }^{\dagger }.} Nazywamy ją przestrzenią Orlicza oznaczamy {\displaystyle L_{\Phi }.}
W celu zdefiniowania normy na przestrzeni {\displaystyle L_{\Phi }} niech {\displaystyle \Psi } będzie dopełnieniem Younga funkcji {\displaystyle \Phi ,} to znaczy
{\displaystyle \Psi (x)=\int _{0}^{x}(\Phi ')^{-1}(t)\,dt.}
Zauważmy, że zachodzi nierówność Younga:
{\displaystyle ab\leqslant \Phi (a)+\Psi (b).}
Norma przestrzeni {\displaystyle L_{\Phi }} jest wtedy dana wzorem
{\displaystyle \|f\|_{\Phi }=\sup \left\{\|fg\|_{1}{\Bigg |}\int \Psi \circ |g|\,d\mu \leqslant 1\right\}.}
Ponadto przestrzeń {\displaystyle L_{\Phi }} jest przestrzenią wszystkich funkcji mierzalnych, dla których powyższa norma jest skończona.
Równoważna norma, zwana normą Luxemburga, jest zdefiniowana na {\displaystyle L_{\Phi }} wzorem
{\displaystyle \|f\|'_{\Phi }=\inf \left\{k\in (0,\infty ){\Bigg |}\int _{X}\Phi (|f|/k)\,d\mu \leqslant 1\right\},}
i analogicznie {\displaystyle L_{\Phi }(\mu )} jest wtedy przestrzenią wszystkich funkcji mierzalnych, dla których powyższa norma jest skończona.

### Przykład
Pokażemy przykład przestrzeni z miarą {\displaystyle (X,\mu ),} dla której {\displaystyle L_{\Phi }^{\dagger }} nie jest przestrzenią liniową i jest ściśle mniejsza (w sensie zawierania) niż {\displaystyle L_{\Phi }.} Ustalmy {\displaystyle X=(0,1),} niech {\displaystyle \mu } będzie miarą Lebesgue’a na {\displaystyle X} i niech {\displaystyle \Phi (x)=e^{x}-1-x,} {\displaystyle f(x)=\ln x} dla {\displaystyle x\in X.} Wtedy {\displaystyle af\in L_{\Phi },} ale {\displaystyle af\in L_{\Phi }^{\dagger }} tylko dla {\displaystyle |a|<1.}

## Własności
- Przestrzenie Orlicza uogólniają przestrzenie {\displaystyle L^{p}} (dla {\displaystyle 1<p<\infty }) w tym sensie, że jeśli {\displaystyle \varphi (t)=t^{p},} to {\displaystyle \|u\|_{L_{\varphi }(X)}=\|u\|_{L^{p}(X)},} więc {\displaystyle L_{\varphi }(X)=L^{p}(X).}
- Przestrzeń Orlicza {\displaystyle L_{\varphi }(X)} jest zupełną unormowaną przestrzenią liniową, czyli przestrzenią Banacha.

## Norma Orlicza zmiennej losowej
Podobnie możemy zdefiniować normę Orlicza dla zmiennych losowych. Niech {\displaystyle X} będzie zmienną losową na przestrzeni probabilistycznej {\displaystyle \left(\Omega ,\mathbb {P} ,{\mathcal {F}}\right),} wtedy normę Orlicza dla zadanej funkcji {\displaystyle \Psi } spełniającej wcześniej wypisane warunki, definiujemy wzorem:
{\displaystyle \|X\|_{\Psi }\triangleq \inf \left\{k\in (0,\infty )\mid \mathbb {E} [\Psi (|X|/k)]\leqslant 1\right\}.}
Ta norma jest jednorodna i jest dobrze określona wtedy i tylko wtedy, gdy powyższy zbiór jest niepusty.
Gdy {\displaystyle \Psi (x)=x^{p},} norma Orlicza pokrywa się z p-tym momentem zmiennej losowej. Inne szczególne przypadki są rozważane w odniesieniu do funkcji o wzorze {\displaystyle \Psi _{q}(x)=\exp(x^{q})-1} (dla {\displaystyle q\geqslant 1}). Zmienna losowa o skończonej {\displaystyle \Psi _{2}}-normie jest określana jako subgaussowska i zmienna losowa o skończonej {\displaystyle \Psi _{1}}-normie jest nazywana podwykładniczą. Istotnie, z ograniczoności {\displaystyle \Psi _{p}}-normy wynika graniczne zachowanie funkcji gęstości {\displaystyle f_{X}} zmiennej losowej {\displaystyle X{:}}
{\displaystyle \|X\|_{\Psi _{p}}=c\Rightarrow \lim _{x\to \infty }f_{X}(x)\exp(|x/c|^{p})=0,}
Nazwy subgaussowski i podwykładniczy biorą się z tego, że funkcja gęstości prawdopodobieństwa jest asymptotycznie równa lub ograniczona przez {\displaystyle \exp(-|x/c|^{p}).}
Normę związaną z funkcją {\displaystyle \Psi _{1}} można łatwo obliczyć korzystając ze ściśle monotonicznej funkcji tworzącej momenty. Dla przykładu funkcja tworząca momenty zmiennej losowej {\displaystyle X} o rozkładzie chi-kwadrat z {\displaystyle k} stopniami swobody to {\displaystyle M_{X}(t)=(1-2t)^{-k/2},} więc odwrotność {\displaystyle \Psi _{1}}-norma jest związana z funkcją odwrotną do funkcji tworzącej momenty:
{\displaystyle \|X\|_{\Psi _{1}}^{-1}=M_{X}^{-1}(2)=(1-4^{-1/k})/2.}